# Джави (язык)
Джави (малайск. Bahasa Jawi) — диалект малайского языка, распространённый в провинциях на юге Таиланда, вблизи границы с Малайзией. Это основной язык общения этнических малайцев Таиланда, а также тайцев в некоторых сельских районах и мусульманской среде; и детей от смешанных, тайско-малайских браков.
Джави наиболее сильно отличается от стандартного малайского, так как долгое время развивался под влиянием тайского языка и был отрезан от малайского мира высокими горами. Для носителей диалекта вещание на стандартном малайском слабо понятно.
Джави почти идентичен другому диалекту малайского языка — келантанскому малайскому, распространённому по другую сторону границы, в малайзийском штате Келантан. Иногда они рассматриваются как единый диалект.
Сам джави имеет несколько диалектов, все они взаимопонятны.

## Распространение
Джави распространён в провинциях: Наратхиват, Яла, Паттани и Сонгкхла, где преобладают этнические малайцы. В меньшей степени распространён в провинции Сатун, где даже малайцы обычно говорят на южнотайском диалекте.
В прошлом малайский был главным языком на всём перешейке Кра, это отражено в названиях многих населённых пунктов и географических объектов. Носители джави имеются также в столице страны, Бангкоке.

## Письменность
Джави главным образом не является письменным языком. В неформальном бытовом общении обычно применяется письменность джави, представляющая собой модифицированное арабское письмо. Это отличается от повсеместно распространённой в современном малайском языке латиницы.